# المسيحية والأطفال

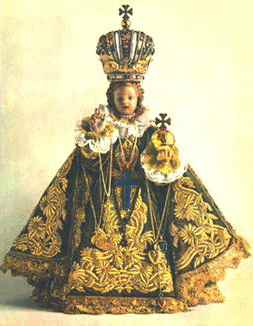
الطفل يسوع براغ.

لم يكن الوأد في العالم القديم، على سبيل المثال في الإمبراطورية الرومانية أو في اليونان القديمة، يعتبر بجريمة وكان يمارس على نطاق واسع. تعددت أسباب اللجوء إلى الوأد منها كتضحية للآلهة أو إذا كان الطفل غير شرعي، أو بحالة صحيّة سيئة، أو ذو عاهة، أو حتى من أنثى، أو إذا شكل عبئًا على الأسرة بشكل عام.
عند ظهور المسيحية رفضت وأد بشكل قاطع، وذلك استنادًا إلى تعاليم الرسل والديداخي: «لا تقتل من ولدت». لاحقًا شجب آباء الكنيسة هذه الممارسات وكتب عدد منهم مؤلفات مثل ترتليان وأثيناغوراس وغيرهما لشجب هذه المماراسات واعتبروا أن قتل طفل هو «خطيئة شريرة». وفي عام 318 صدر قانون في القسطنطنينة يجرم الوأد.
وبعد القضاء على ممارسة الوأد، شهدت القرون الوسطى ولادة أول دور للأيتام كتطوير لما كان يتم خلال تلك المرحلة من ترك الأطفال غير المرغوب فيهم عند باب الكنيسة أو الدير، وكان يكلف رجال الدين لرعايتم وتربيتهم.
كذلك كانت ممارسة وأد الأطفال منشرة في أفريقيا، وأستراليا، والإمريكيتين، وعند مجيء المبشرين المسيحيين شجبوا هذه الممارسات وعملوا على منع قتل الأطفال، وكانوا العامل الأساسي وراء القضاء على هذه الممارسات بين الشعوب التي دخلت المسيحية.
فيما يخصّ الإجهاض، فمنذ نشوؤها اتخذت المسيحية موقفًا معارضًا للإجهاض، مع أنه لا يوجد أي ذكر له في الكتاب المقدس، إلا أن العقائد أدرجته ضمن فعل القتل المنهي عنه في الوصايا العشر. ويشمل تجريم الإجهاض بدءًا من اللحظة الأولى للتخصيب. أي أنه وبمفهوم الكنيسة العَقدي فإن الجنين يتمتع بكامل حقوق الحياة. لا يزال هذا الموقف، موقف غالبية الطوائف المسيحية وتشجع على الإنجاب، تاركة أيّاه لتقدير الزوجين، وتراه «هبة إلهية».
حتى القرن التاسع عشر كانت غالبية الدول ذات الأكثرية المسيحية لا تسمح بإجراء عمليات إجهاض، غير أنه ومع تكاثر انتشار الظاهرة تزامنًا مع فصل الدين عن الدولة، أخذت القوانين المؤيدة له تنتشر في العالم الغربي، إلا أن ذلك لم يطوِ الجدل حول هذه القضية.